# نهر إنديفور
نهر إنديفور، نهر إنديفور بالإنجليزية (Endeavour River): هو نهر في شبه جزيرة كيب يورك بأقصى شمال كوينزلاند، أستراليا, مساحة حوض 2054 كم2 تقع على مبنع النهر مدينة كوكتاون Cooktown الحديثة والتي تأسست عام 1873 وبلغ عدد سكانها 2000 نسمة، والمدينة هي الأقصي شمالاً في الساحل الشرقي لأستراليا.